# Раданович, Йозо

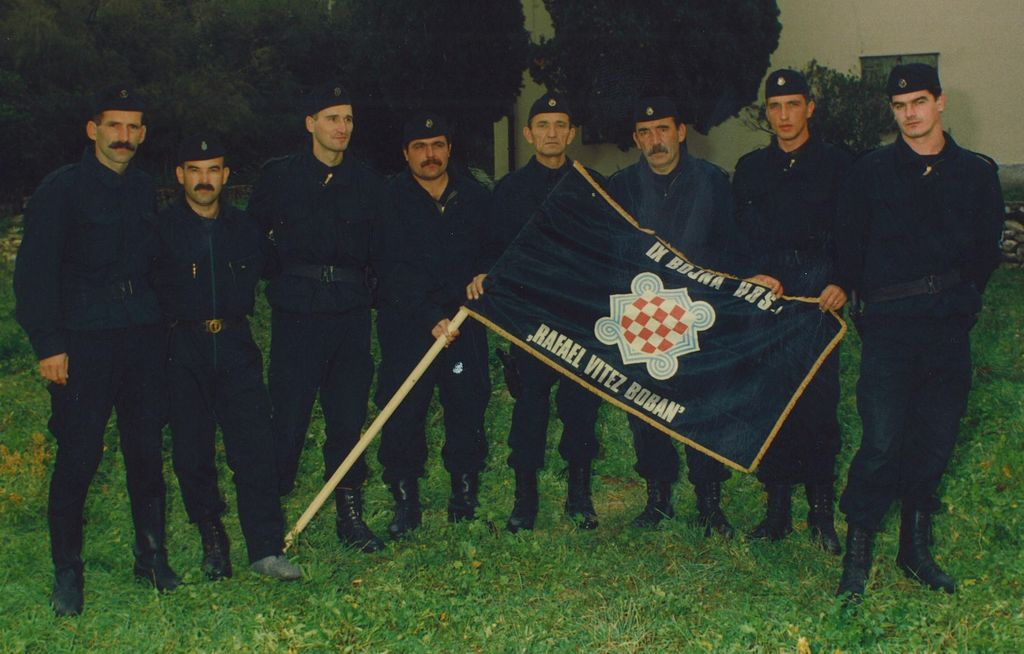
Командование 9-го батальона ХОС «Рафаэль рыцарь Бобан»

Йозо Раданович (хорв. Jozo Radanović; 19 октября 1965, Дицмо — 24 января 2009, там же) — хорватский военный деятель, в годы войны в Хорватии командир 9-го батальона Хорватских оборонительных сил «Рафаэль рыцарь Бобан».

## Краткая биография
Родился 19 октября 1965 года в Дицмо (ныне Хорватия). Коренной житель Далмации.
Раданович был первым командиром 9-го батальона ХОС, образованного в 1991 году, и прошёл с ним всю войну. Дослужился в ХОС до звания подполковника, в Хорватской армии дослужился до звания майора. После войны возглавлял Хорватский корпус офицеров в Сплите и был членом Президиума Международной конференции офицеров стран Адриатики. Состоял в австрийском рыцарском ордене «Риттер фон Дело», чьё отделение было открыто в Хорватии после становления её независимости, и был заместителем великого магистра хорватского отделения ордена Живко Илияша. Орден занимался благотворительной деятельностью.
В конце жизни Раданович, состоявший в Хорватской партии права с самого начала волнений в Югославии, рассорился с руководством, обвинив его в том, что они незаконно наживаются на именах погибших солдат в годы войны в Хорватии.
Умер 24 января 2009 года в родном Дицмо в доме на улице Антофагаста от сердечного приступа.